# Frank Seator
Frank Jean Seator (24 de octubre de 1975 - 11 de febrero de 2013) fue un futbolista profesional de Liberia que jugaba en la demarcación de delantero.

## Biografía
Frank jugó con el Espérance en Túnez, así como en clubes de Catar, Kuwait, Arabia Saudí, Hungría y Suecia. En 2005, Seator jugó con Perak FA en Malasia, y se convirtió en un jugador muy querido por los fanes (le apodaron Booker T - de la WWE). Llegó a marcar 69 goles en un total de dos temporadas y media. También jugó para el Persis Solo de Indonesia.

## Carrera internacional
Seator fue un jugador de la selección de fútbol de Liberia. Además formó parte del equipo cuando Liberia participó en la Copa Africana de Naciones de 2002. También formó parte del equipo cuando Liberia se jugaba la clasificación para la Copa Africana de Naciones de 2008.

## Muerte
Falleció el 11 de febrero de 2013 en el hospital de Firestone en Margibi a la edad de 37 años tras una corta enfermedad.

## Clubes
| Club                        | País      | Año            |
| --------------------------- | --------- | -------------- |
| Videoton FC                 | Hungría   | 1996 - 1997    |
| Al-Wakrah SC                | Catar     | 1997 - 1998    |
| Degerfors IF                | Suecia    | 1998           |
| Al-Gharafa                  | Catar     | 1999 - 2000    |
| Al-Arabi SC                 | Kuwait    | 2000           |
| Al-Rayyan                   | Catar     | 2000 - 2001    |
| Al-Khor SC                  | Catar     | 2001 - 2002    |
| Espérance Sportive de Tunis | Túnez     | 2002 - 2003    |
| Perak FA                    | Malasia   | 2003 - 2006    |
| Persija Jakarta             | Indonesia | 2006 (4 meses) |
| Sriwijaya FC                | Indonesia | 2006           |
| Persis Solo FC              | Indonesia | 2007           |
| Selangor FA                 | Malasia   | 2007           |
| Persikabo Bogor             | Indonesia | 2008 - 2009    |
| Al-Oruba Sur                | Omán      | 2009 - 2010    |